# Rolly
 (juillet 2022).
Si vous disposez d'ouvrages ou d'articles de référence ou si vous connaissez des sites web de qualité traitant du thème abordé ici, merci de compléter l'article en donnant les références utiles à sa vérifiabilité et en les liant à la section « Notes et références ».
 (juillet 2022).
La mise en forme du texte ne suit pas les recommandations de Wikipédia : il faut le « wikifier ».
Les points d'amélioration suivants sont les cas les plus fréquents. Le détail des points à revoir est peut-être précisé sur la page de discussion.
- Les titres sont pré-formatés par le logiciel. Ils ne sont ni en capitales, ni en gras.
- Le texte ne doit pas être écrit en capitales (les noms de famille non plus), ni en gras, ni en italique, ni en « petit »…
- Le gras n'est utilisé que pour surligner le titre de l'article dans l'introduction, une seule fois.
- L'italique est rarement utilisé : mots en langue étrangère, titres d'œuvres, noms de bateaux, etc.
- Les citations ne sont pas en italique mais en corps de texte normal. Elles sont entourées par des guillemets français : « et ».
- Les listes à puces sont à éviter, des paragraphes rédigés étant largement préférés. Les tableaux sont à réserver à la présentation de données structurées (résultats, etc.).
- Les appels de note de bas de page (petits chiffres en exposant, introduits par l'outil «  Source ») sont à placer entre la fin de phrase et le point final[comme ça].
- Les liens internes (vers d'autres articles de Wikipédia) sont à choisir avec parcimonie. Créez des liens vers des articles approfondissant le sujet. Les termes génériques sans rapport avec le sujet sont à éviter, ainsi que les répétitions de liens vers un même terme.
- Les liens externes sont à placer uniquement dans une section « Liens externes », à la fin de l'article. Ces liens sont à choisir avec parcimonie suivant les règles définies. Si un lien sert de source à l'article, son insertion dans le texte est à faire par les notes de bas de page.
- La présentation des références doit suivre les conventions bibliographiques. Il est recommandé d'utiliser les modèles {{Ouvrage}}, {{Chapitre}}, {{Article}}, {{Lien web}} et/ou {{Bibliographie}}. Le mode d'édition visuel peut mettre en forme automatiquement les références.
- Insérer une infobox (cadre d'informations à droite) n'est pas obligatoire pour parachever la mise en page.

Pour une aide détaillée, merci de consulter Aide:Wikification.
Si vous pensez que ces points ont été résolus, vous pouvez retirer ce bandeau et améliorer la mise en forme d'un autre article.

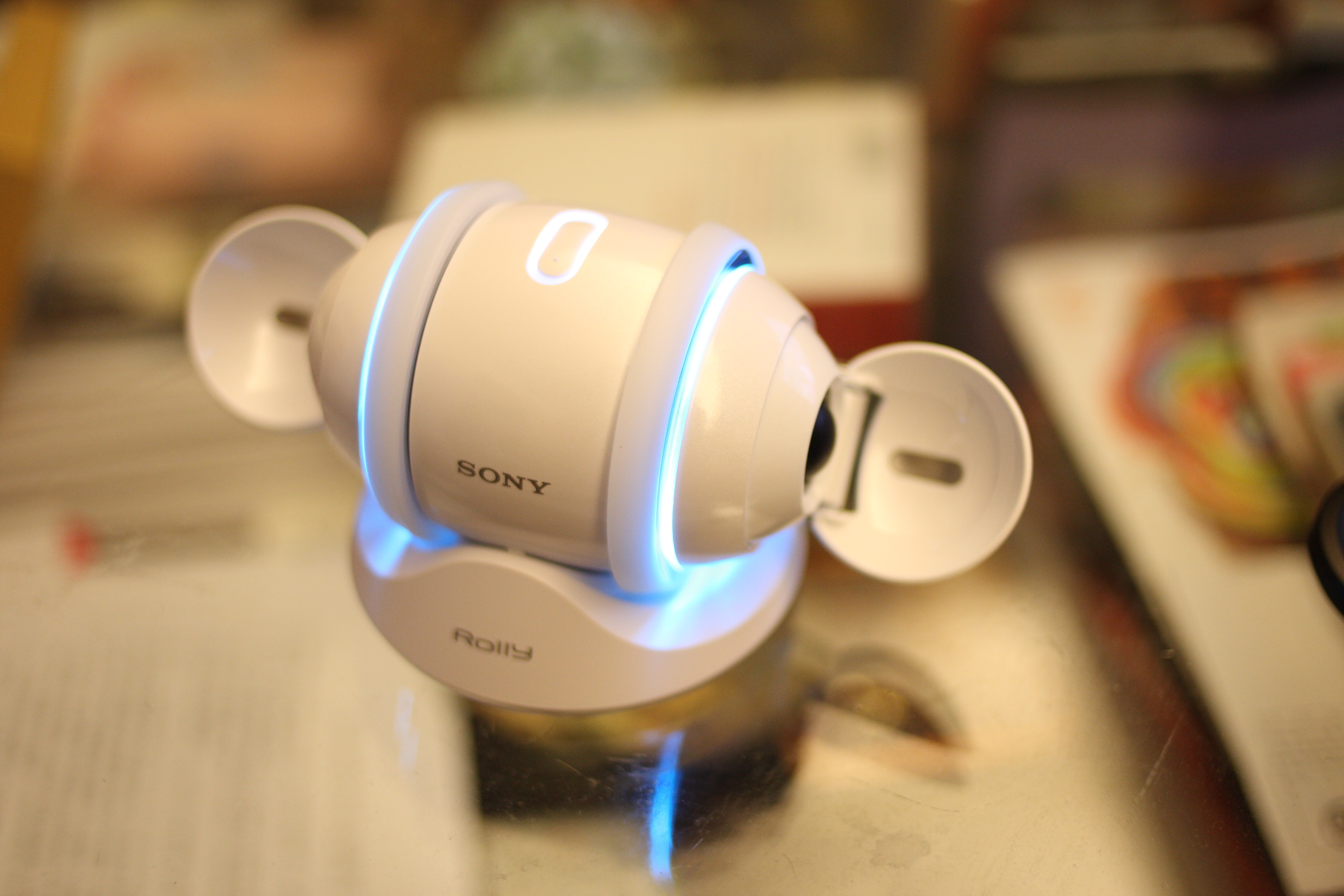
Sony Rolly présenté dans un magasin, au Japon.

Le Rolly est un lecteur de musique numérique robotisé en forme d'œuf fabriqué par l'entreprise Sony combinant des fonctionnalités musicales ainsi qu'une danse robotique. Il possède deux roues qui lui permettent de tourner, ainsi que deux bandes de lumière LED colorée qui entourent son bord et ses "ailes" (ou "bras" en forme de coupe, selon le site Web Américain de Sony SonyStyle.com) qu'ils peuvent être ouverts et fermés à chaque extrémité, qui peuvent tous être synchronisés avec la musique en cours de lecture.
Le Rolly dispose de plusieurs modes de fonctionnement, dont la fonctionnalité Bluetooth. il peut lire de la musique diffusée directement à partir de n'importe quel téléphone portable, ordinateur ou lecteur mp3 compatible Bluetooth. il est aussi capable de danser sur de la musique en streaming, bien que le logiciel Rolly Choreographer produit de bien meilleurs résultats lorsque les pistes sont analysées et les fichiers de mouvement créés avant de les télécharger sur Rolly. Le Rolly utilise des fichiers .mtf pour stocker des données de mouvement avec une piste musicale particulière. Les fichiers de mouvement prédéfinis peuvent être téléchargés et téléchargés à partir de Rolly Go.
Le Rolly possède également un accéléromètre qui détecte si le lecteur est posé à l'horizontale ou tenu à la verticale. Lorsqu'il est tenu à la verticale, le titre suivant/précédent peut être contrôlé par la molette supérieure et le volume haut/bas par la molette inférieure. Les pistes peuvent être mélangées en tenant l'appareil à la verticale, en appuyant une fois sur le bouton, puis en secouant l'appareil de haut en bas (la couleur de la lumière devient violette). Vous pouvez revenir à la lecture continue (couleur bleue) en répétant simplement ce processus.
Le Rolly dispose de 2 gigaoctets de mémoire flash pour stocker les fichiers musicaux.
Le 20 août 2007, Sony a lancé une première campagne publicitaire pour le produit. Le produit a été présenter le 20 septembre 2007 et mis en vente au Japon le 29 septembre, et était en vente sur le site Web américain de Sony pour 229,99 $ USD. Il est disponible en noir et en blanc. Sony propose le "burn it". option pour cet article, et une série d'accessoires.
En 2009, Sony abandonne le Rolly.

## Sony BSP60
En 2015, Sony a présenté un haut-parleur Bluetooth avec un design et des fonctionnalités similaires à ceux du Rolly, avec l'ajout d'un écran OLED ainsi que la prise en charge de commandes vocales.